# Skoruszyna
Skoruszyna (słow. Skorušina) – najwyższy szczyt Skoruszyńskich Wierchów na Słowacji. Południowe stoki Skoruszyny opadają do Doliny Błotnej, przełęczy Borek i Doliny Mihulczej. Przez przełęcz Borek Skoruszyna łączy się z Tatrami Zachodnimi, doliny Błotna i Mihulcza należą do Rowu Podtatrzańskiego. Z południowych stoków Skoruszyny spływa bardzo gęsta sieć niewielkich potoków uchodzących do Błotnego Potoku i Mihulczego Potoku.
Skoruszyna jest zwornikiem dla czterech grzbietów:
- południowo-zachodni do szczytu Mikulovka (1193 m)
- północno-zachodni do szczytu Javorinky (1123 m)
- północno-wschodni do szczytu Brezový vrch (1136 m)
- południowo-wschodni do szczytu Blatná (1143 m)[4].

Tuż po południowo-wschodniej stronie szczytu (na grzbiecie do szczytu Blatná) znajduje się duża polana, zaś na samym szczycie wysoka wieża przekaźników telekomunikacyjnych. Poza tym masyw Skoruszyny jest zalesiony. Dawniej jednak było tutaj wiele pół uprawnych, łąk i pastwisk, które obecnie już zarosły, lub są w końcowym etapie zarastania lasem, ale na mapie satelitarnej są jeszcze widoczne. Trawiasty, więc widokowy jest również długi odcinek szlaku z Orawic na Skoruszynę.

## Szlaki turystyczne
czerwony: Orawice – Blatná – Skoruszyna – Mikulovka – Javorková – przełęcz Biedna – Kosariska – Stara mat – Oravský Biely Potok. Czas przejścia: 4.25 h, ↓ 4.20 h
 zielony: Trzciana – Javorinky – Skoruszyna